# Unió de Treballadors Cristians de Catalunya
Unió de Treballadors Cristians de Catalunya (UTCC) fou un sindicat fundat a Barcelona el 26 d'octubre de 1934, de la unió de diverses Federacions Catòlico-Agràries (fundades el 1917). La presidia Enric Escamilla i Pich i políticament era subordinada a Unió Democràtica de Catalunya. L'any 1935 comptava amb 3.000 afiliats i el seu portaveu era el setmanari Defensa Obrera, bilingüe, editada pel dirigent del partit Arcadi de Larrea i Palacín.
Ideològicament es posicionava a la doctrina social de l'Església catòlica, essent-ne un antecedent de la democràcia cristiana de la postguerra. Per aquest motiu quan esclatà la guerra civil espanyola fou dissolt, malgrat la seva lleialtat al govern de Lluís Companys, i els seus membres més destacats (J. Farré i Escamilla, T. Porta, M. Surribas i Zanuy) perseguits per ambdós bàndols.